# Sidenlövmätare
Sidenlövmätare (Idaea dilutaria) är en fjärilsart som beskrevs av Jacob Hübner 1798. Sidenlövmätare ingår i släktet Idaea och familjen mätare, Geometridae. Enligt den svenska rödlistan är arten sårbar, (VU)  i Sverige. Arten förekommer på Kullaberg i Skåne.  Två underarter finns listade i Catalogue of Life, Idaea dilutaria illyrica Reisser, 1962 och Idaea dilutaria praeustaria  De la Harpe, 1853.